# Omolicna texana
Omolicna texana är en insektsart som beskrevs av Caldwell 1944. Omolicna texana ingår i släktet Omolicna och familjen Derbidae. Inga underarter finns listade i Catalogue of Life.